# Abraham Stiller
Abraham Stiller, född 30 juni 1885 i Helsingfors, död där 15 september 1972, var en finländsk affärsman.
Stiller tillhörde en judisk familj som kommit till landet 1867 och blev själv finländsk medborgare 1927. Han sysslade till en början med bland annat fastighetsaffärer och grundade 1924 i centrum av Helsingfors klädbutiken Oy Stiller Company Ab tillsammans med sin maka Vera Stiller (1886–1964), som huvudsakligen drev affären.
Stiller var en central gestalt inom stadens judiska församling och hade stiftat bekantskap med den sionistiska rörelsen redan under första världskriget, då han vistades i Köpenhamn. Under andra världskriget var han oförtrutet verksam för att bistå judiska flyktingar i Finland och kunde tack vare sina kontakter med personer i hög samhällsställning (Karl-August Fagerholm, Väinö Tanner med flera) bidra till att endast ett fåtal utlämnades till tyskarna.